# 孤立棋
孤立棋（Isola或Isolation），是Bernd Kienitz於1972年推出的兩人棋類。

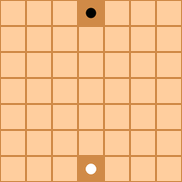
孤立棋起始位置

## 棋具
- 棋盤通常為6*8棋格。

- 每方各一枚棋子，以不同色區別。

## 規則
- 每方先將己棋放在底行的初始位置。
- 每回合，玩家需移動己棋到沒有被標明的週鄰空格，然後選棋盤上任何一空格將其標明。被標明的棋格不能再有棋子進入。
- 輪到回合時，不能移動己棋則輸掉此遊戲。

## 外部連結
- 遊戲介紹（页面存档备份，存于）
- 遊戲下載（页面存档备份，存于）
- 線上遊戲（页面存档备份，存于）